# Cruz Roja Navarra
La Cruz Roja Navarra es la asamblea autonómica  de la organización Cruz Roja Española que abarca fundamentalmente el ámbito de la Comunidad Foral de Navarra. Fue fundada en Pamplona por iniciativa de Nicasio Landa el 5 de julio de 1864, justo un día antes de fundarse a nivel nacional.

## Historia

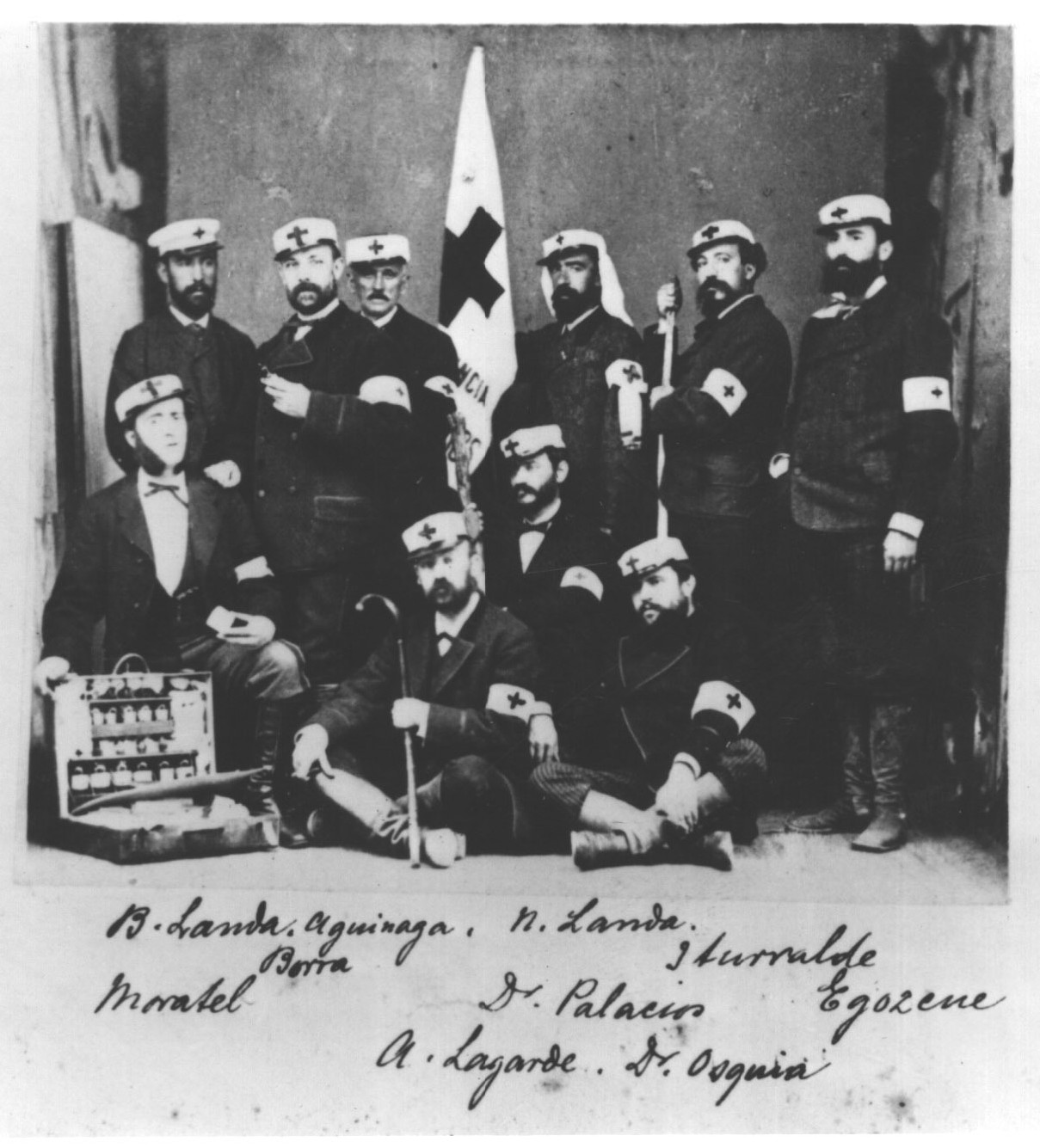
Primer equipo de la Cruz Roja Española, en Navarra, en el año 1872.

### Oroquieta: bautismo de fuego
En 1872, durante la batalla de Oroquieta, durante la tercera guerra carlista, recibe su bautismo de sangre y a los primeros voluntarios se les conocía como los ''camilleros de Landa'': Bonifacio y Nicasio Landa, Aguinaga (guía), Juan Iturralde y Suit (sanitario), Fernando Palacios y E. Osquía (cirujanos), Fernando Borra Tarazona (farmacéutico), Benito Moratel (practicante), Aniceto Lagarde (secretario) y Arturo Egozcue.
Es también durante esta intervención cuando se utiliza por primera vez el conocido como "mandil-Landa" que, frente a la camilla tradicional, facilitó más ágilmente la evacuación de heridos sobre el terreno logrando una gran difusión a nivel internacional.
Su actitud neutral facilitó la suspensión de hostilidades en Estella (bajo control carlista), para facilitar la retirada de heridos de las tropas alfonsinas, y en Pamplona (bajo control alfonsino), para franquear el paso con los heridos carlistas. 

### Tafalla: primer hospital

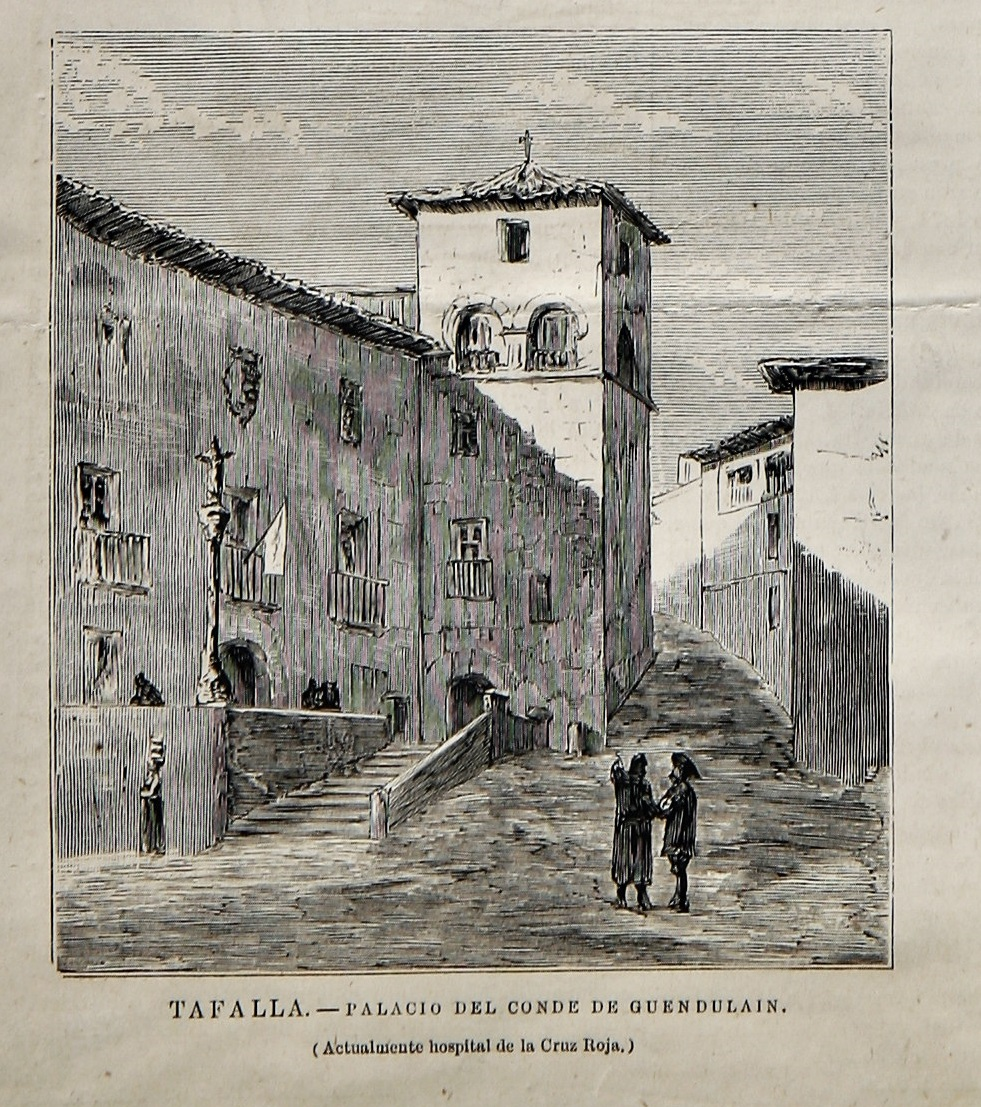
Grabado de 1875, cuando el Palacio de los Mencos (Tafalla) sirve como hospital.

En 1874, en Tafalla, se abre durante un año el primer hospital de la Cruz Roja Española, dentro del Palacio de los Mencos. Durante la guerra de Cuba y Filipinas, se responsabilizarían de la repatriación de los soldados españoles combatientes. 
En 1898, se lleva a cabo en Tudela el primer ensayo de movilización general de la Cruz Roja Española.

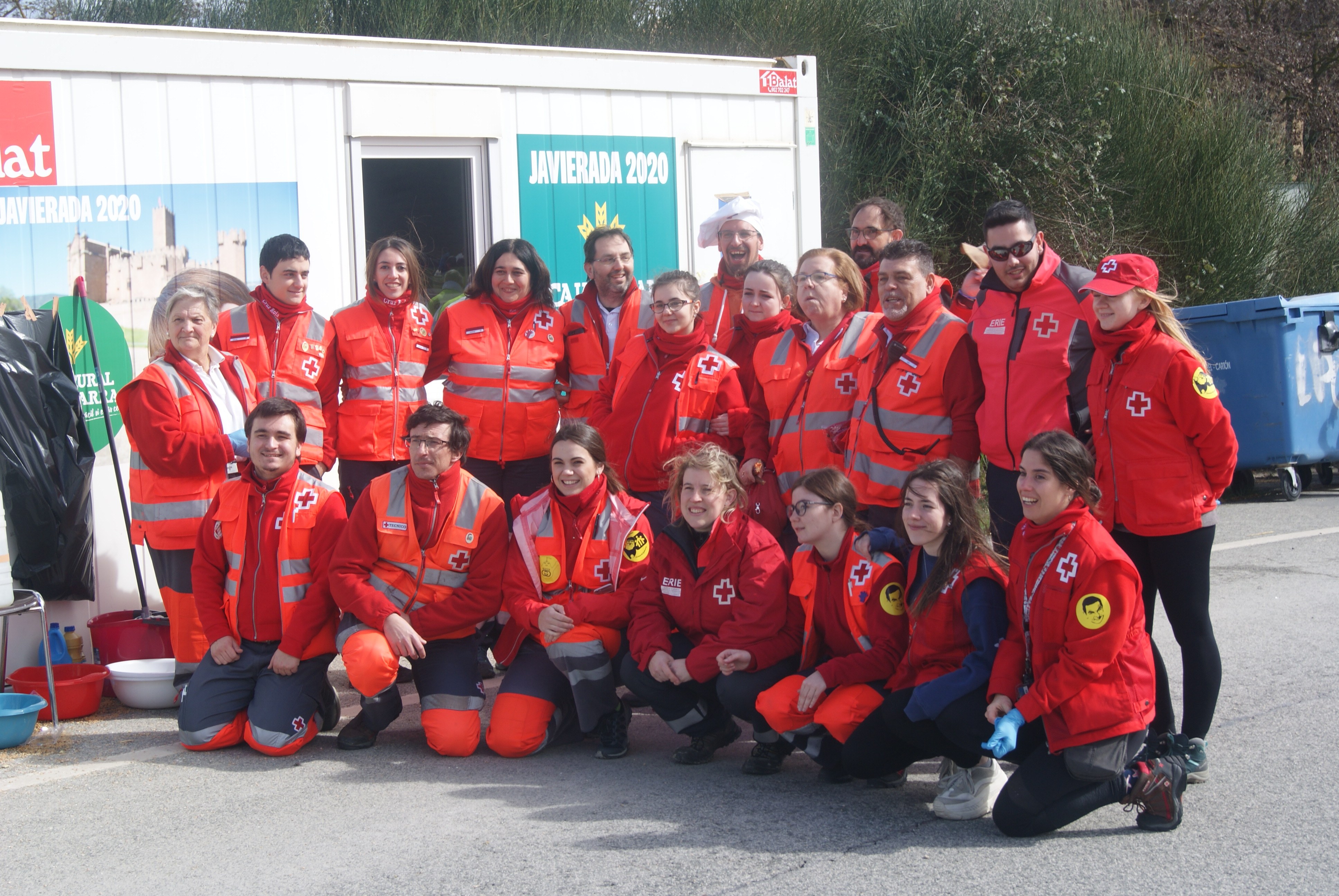
Voluntarios de Cruz Roja Navarra en el puesto de atención situado en el Alto de Loiti durante la Javierada de 2020

## Organización
En Navarra en el funcionamiento interno se articula por medio de asambleas locales, en estos momentos dieciocho en toda Navarra. La organización se financia por medio de subvenciones oficiales; a través del Gobierno de Navarra, ayuntamientos navarros, Asamblea Suprema de Cruz Roja Española e INEM; y, desarrollando un programa de promoción de Fondos que comprende las cuotas de socios, donativos, Sorteo de Oro, Fiesta de la Banderita, etc. 

La Cruz Roja de la Juventud está presente en Navarra desde 1975. Es una de las asociaciones juveniles más extendidas de la Comunidad Foral. 

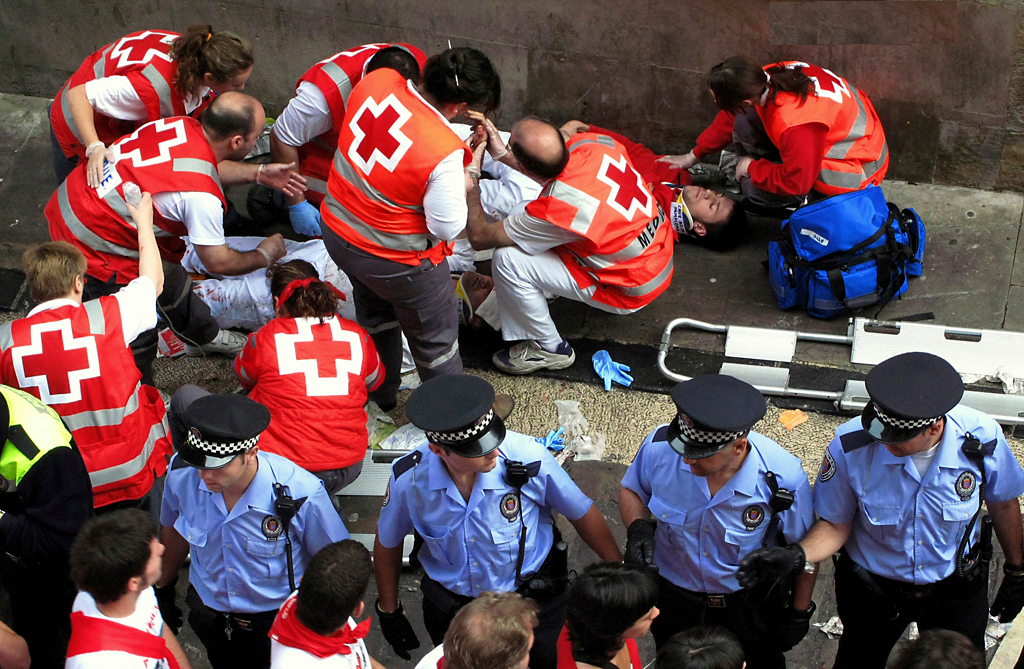
Es habitual, y necesaria, durante los Sanfermines la intervención de los voluntarios de Cruz Roja Navarra

## Las Javieradas
Uno de los acontecimientos más importantes de Navarra, de gran cobertura, que tiene como colaboradores necesarios a Cruz Roja Navarra. Por ejemplo, el dispositivo desplegado durante la primera Javierada del año 2019 fue de más de 200 personas voluntarias que atendieron en 23 puestos de atención (19 fijos y 4 móviles) repartidos por la Ribera, Zona Media y Zona Norte; en la segunda Javierada contó con más de 150 voluntarios que atendieron a peregrinos en ocho puestos fijos y dos móviles y mediante 10 ambulancias. En 2023, con un despliegue similar, atendieron en total 639 personas: durante la primera javierada fueron 376 y en la segunda, 263.

## Los Sanfermines
Es otro de los numerosos eventos que cubren y que cuenta, incluso, con amplia repercusión nacional, tanto a nivel de repercusión en los medios como de participación de voluntarios de todas las partes que vienen a ayudar al mismo tiempo que aprenden, mejoran o amplían su formación y capacitación. Durante los sanfermines de 2024, por ejemplo, se atendieron a más de 1400 personas entre las 21:00 horas del 5 de julio y las 9:00 del 15 de julio en que finaliza el despliegue compuesto por más de 350 personas voluntarias procedentes de Pamplona, de Navarra y otras 35 procedentes de otras asambleas provinciales de Cruz Roja Española. El foco principal de las atenciones se las lleva el encierro donde se practicaron 369 asistencias con 32 traslados a centros de urgencia. Le sigue la suelta de vaquillas donde fueron 144 asistencias con 17 traslados. El resto se ocasionan por las circunstancias propiamente festivas alcanzando las 442 personas, incluyendo 98 traslados a centros de urgencia.